# Iphiaulax fuscidens
Iphiaulax fuscidens är en stekelart som beskrevs av Cameron 1887. Iphiaulax fuscidens ingår i släktet Iphiaulax och familjen bracksteklar. Inga underarter finns listade i Catalogue of Life.